# Банда Ивана Белова
Банда Ивана Белова (Банда Ваньки Белки) — крупная и жестокая банда, действовавшая с 1918 по 1921 год в Петрограде.

## Создание банды
Создателем банды был вор-рецидивист, бывший военный Иван Белов по кличке Белка. Данных о его личности в архивах не сохранилось. По одной из версий, его фамилия была не Белов, а Беляков. Еще во времена царской России он был судим несколько раз. Освобожденный советской властью в ноябре 1917 года, Белов в короткий срок создал банду численностью около 50 человек. Ядро банды составляли около десяти уголовников во главе с Белкой. Также в банде были девушки-наводчицы.

## Преступная деятельность
Бандиты занимались грабежом квартир и государственных учреждений. Часто они, в кожаных куртках и картузах, вооруженные наганами, врывались в госучреждения и жилища, представлялись сотрудниками ЧК, объявляли арест всех присутствующих, начинали «обыск», «конфисковывали» имущество и выносили его на улицу. Бандиты, стоявшие снаружи и подстраховывавшие своих сообщников, не только сторожили награбленное, но и искали подходящий автомобиль, на котором можно будет уехать. Заметив такой автомобиль, бандиты бросались к нему и под угрозой оружия заставляли шофера ехать туда, куда они прикажут.
Иногда бандиты оставляли жертвам расписки–повестки, в которых предлагали им явиться для дальнейшего выяснения всех вопросов в Петроградское ЧК. Бандиты не всегда совершали преступления под видом чекистов, иногда они представлялись военными.
Жертвами преступлений обычно были случайные люди, иногда их находили по наводке. Если жертвы пытались оказать сопротивление, бандиты их убивали. Так, 12 января 1919 года петроградец Сеничев, защищая своих близких, вступил в схватку с налетчиками. Семеро бандитов зверски избили Сеничева, а потом расстреляли его из револьверов.
В другой раз они совершили налет на гараж в Апраксином переулке. Шофер гаража Куликов, попытавшийся оказать сопротивление, был расстрелян бандитами из револьверов и добит ногами. Выстрелы услышали постовые милиционеры, но они прибыли на место преступления слишком поздно — убийцы успели скрыться, но угнать автомобиль Куликова они не смогли.
Участники банды совершали вооруженные налеты и в пригородах Петрограда, куда зачастую и свозили награбленное. Кроме этого, они совершали налеты на дорогах. Бандиты выбегали на проезжую часть, и, угрожая оружием, останавливали автомобиль и грабили водителя и его пассажиров. Иногда налетчики угоняли машину.
В 1919—1920 годах бандиты совершили ряд краж из петроградских церквей. В то время новая власть объявила церковь «чуждым элементом», однако у неё еще не были конфискованы ценности.
По Петрограду стали распространяться слухи о том, что сотрудники ЧК грабят квартиры, совершают убийства, пытки и изнасилования. Эти слухи распространяли участники банды Белки, чтобы навести милицию на ложный след и дискредитировать сотрудников ЧК.

## Конец банды
В Петроградском совете было принято решение выследить и уничтожить банду Белки. На её поиски были брошены лучшие оперативные силы уголовного розыска. Сотрудники милиции ликвидировали ряд «малин», где собирались бандиты. Нередко эти операции сопровождались не только задержанием преступников, но и гибелью сотрудников уголовного розыска и бандитов.
Под наблюдение были взяты сады и парки, стали организовываться засады в местах возможных действий бандитов — в крупных учреждениях, где имелись немалые материальные ценности. Около Михайловского замка, в самом центре города, была организована засада во главе с инспектором уголовного розыска Дурцевым. 19 июля 1920 года сотрудники ЧК заметили около Летнего сада группу численностью около пятнадцати человек, по поведению которых стало ясно, что они готовят нападение. Двое молодых людей в кожаных куртках вышли на тротуар, остальные скрылись в саду и наблюдали за происходящим. В это время по улице со стороны Марсова поля приближался автомобиль, развозивший почту. Как только машина поравнялась с решеткой Летнего сада, наперерез ей бросились двое бандитов с револьверами в руках. Автомобиль остановился, и из сада к нему подбежали другие бандиты. Они окружили автомобиль, стали открывать заднюю дверцу. Дурцев дал сигнал своим подчиненным и выбежал на дорогу. Бандиты, поняв, что это засада, стали стрелять в Дурцева, после чего, сев в машину и наставив наганы на водителя, заставили его уехать. Раненый Дурцев умер от потери крови. По документам, "Евгений Дурцев, агент уголовного розыска, 29 лет", умер 9 апреля 1921 года в Обуховской больнице от "ушибов, ран, перелома костей лица и черепа". 
Помощник инспектора Дурцева Александр Скальберг хорошо запомнил одного из налетчиков. Скальберг стал самостоятельно искать участников банды. Он ходил по ночному Петрограду, посещал злачные места, надеясь обнаружить бандитов. Наконец он узнал, что в одном из трактиров собираются участники банды Белки. Скальберг стал ходить туда и установил наблюдение за подозреваемыми. Однако бандиты тоже обратили внимание на посетителя, который ни с кем не общался, только сидел, смотрел и слушал. Проследив за Скальбергом, бандиты узнали, что тот служит в милиции. Позже они прислали милиционеру конверт с запиской:
Шурка, приходи завтра в 8 часов в Таиров переулок, дом 3, там ты получишь важный материал по интересующему тебя большому и таинственному делу
Поверив, Скальберг отправился по указанному адресу. Устроившие там засаду четверо убийц из банды Белова оглушили милиционера, связали его, живьем содрали кожу, отрубили руки и ноги, а голову сожгли в плите. Лицо милиционера было обезображено до такой степени, что опознали Александра Скальберга только по одежде. Впрочем, согласно документам, "Александр Скальберг, агент уголовного розыска, 30 лет", был убит в другом месте (на Гороховой улице, дом 44) и в другое время (7 августа 1919). В качестве причины смерти была указана "огнестрельная рана головы", а о происшествии сообщил его брат, Констатин Скальберг. 
Скальберг успел завербовать одного участника банды — шестнадцатилетнего Николая Григорьева. Он принимал участие в кражах, но быть вором ему совсем не нравилось. Из-за этого он и стал помогать Скальбергу. Но один из бандитов однажды заметил, что Григорьев выходил из здания угрозыска. Григорьев был вызван на очередную воровскую сходку. Он отправился туда, предупредив агентов угрозыска. Они должны были оказаться в одном поезде вместе с ним  и оберегать от бандитов. На перроне, стоя рядом с бандитами, Григорьев знаком указал на них. Но когда поезд отправился, бандиты запрыгнули в вагон, их задержали сотрудники милиции. Поезд ушел, и оставшийся без защиты милиционеров Григорьев был убит бандитами.
После убийства Скальберга руководство петроградской милиции решило внедрить своего человека в банду Белки. Этим агентом стал Иван Бодунов. Вскоре им было установлено, что база Белки находится в доме на Лиговском проспекте. Некоторое время за этой базой вели наблюдение, а когда убедились, что ошибки нет, решили захватить бандитов в то время, когда те устроили очередную сходку. Среди задержанных был некий Платонов, который участвовал во многих разбойных нападениях банды и подозревался в участии в налёте на почтовый автомобиль возле Летнего сада. На допросе он вел себя вызывающе, заявив, что скоро сотрудникам угрозыска придёт конец, потому что их всех теперь знают по именам.
Позже выяснилось, что в убийстве Скальберга принимали участие бандиты Платонов, Фадеев, Николаев и Андреев по кличке Шурка Баянист. Узнав фамилии и имена соучастников убийства, милиционеры стали проверять их по картотеке и установили, что все были зарегистрированы как грабители. Фадеев, Николаев и Андреев были задержаны на квартире наводчика Иосифова в поселке Лигово. Узнав об их аресте, Белов стал скрываться на одной из своих «малин».
Зимой 1921 года при задержании были застрелены ближайшие подручные Белки — Конюхов, Сергун, Ваганов, несколько уголовников были арестованы. Банда Белова начала распадаться. Главарь решил покинуть Петроград, но перед этим он планировал совершить ещё одно преступление, чтобы добыть деньги.
Этой же зимой Белов совершил убийство хозяина квартиры на Знаменской улице Эбермана. Труп убитого бандиты вывезли на свалку. При осмотре квартиры Эбермана были обнаружены отпечатки пальцев Белова. Так появилось неопровержимое доказательство причастности главаря банды к убийству.
Задержанные Николаев, Андреев, Платонов и Фадеев сначала отрицали своё участие в убийстве Скальберга. Но когда милиционерами были найдены доказательства вины бандитов, те стали перекладывать вину друг на друга, а в конце концов выдали и своего главаря, сообщив о местонахождении штаба банды.
На ликвидацию банды Белки был отправлен вооруженный отряд. Дом, на который указали Платонов и его сообщники и в котором скрывался Белов, его сожительница Смирнова и ещё ряд бандитов, было решено брать штурмом. Бойцы окружили дом и предложили бандитам сдаться. Преступники стали стрелять по чекистам, те открыли ответный огонь. В этой перестрелке были убиты Белов, его сожительница и большая часть находившихся в доме бандитов. Несколько человек, оставшихся в живых, сдались и были доставлены в Петроград.
Всего участники банды Белова совершили как минимум 27 убийств, не менее 200 краж, разбоев и грабежей, ранили 18 человек. По решению ревтрибунала четверо убийц Скальберга были расстреляны. Остальные бандиты были приговорены к различным срокам лишения свободы. Банда Белки окончательно распалась.